# Meinrad-Stéphane Morard
Stéphane-Marie, en religion Meinrad Maria Morard, est un religieux dominicain et philosophe suisse, né le 25 décembre 1880 à Bulle et mort à Fribourg le 21 mars 1967. Il fut professeur d'exégèse au studium dominicain de Graz (Autriche), puis de philosophie à l'Université catholique de Fribourg. 
Excellent connaisseur de la philosophie grecque et allemande, curieux de tout et particulièrement des phénomènes mystiques et des développements de la science, il se qualifiait lui-même de "thomiste ouvert". Les querelles d'école et les séquelles de la crise moderniste brisèrent l'élan de sa carrière intellectuelle et universitaire, mais non le rayonnement de sa personnalité et de son enseignement oral. Professeur au collège Saint-Michel, il forma pendant près de trente ans les élites fribourgeoises à la philosophie. 
Il chercha constamment à concilier la philosophie de la connaissance de Thomas d'Aquin, la science et la philosophie modernes. Son intérêt pour le phénomène mystique et la philosophie le conduisirent à mener plusieurs études de pointe sur Maître Eckhart et Thérèse Neumann. Parfait bilingue, son excellente connaissance de la philosophie allemande le rendit attentif aux problèmes posés par la modernité à une époque où la néo-scolastique et l'anti-modernisme ne contribuaient pas toujours et partout à porter à ces questions l'attention qu'elles méritaient. Grand liseur, il fut l'auteur de nombreux comptes rendus dans différentes revues philosophiques ou locales (voir bibliographie). 

## Biographie
Stéphane était fils de Louis Morard (1850-1914), notaire et président du Tribunal de la Gruyère, et d'Émilie Morard, née Zurkinden, sœur de Babette, Catherine et Caroline Zurkinden, cofondatrices de l'œuvre de Saint-Paul sous la direction du chanoine Schorderet. Il était le second d'une famille de douze enfants dont neuf parvinrent à l'âge adulte : Paul (1879-1930), Maria, Georgine (1887-1933), Emile, Caroline (1890-1961), Casimir (1891-1974), Marie-Thérèse et Marie-Louise (+1978). 

### Une vocation politique
Élève au collège Saint-Michel de Fribourg, il est dans la même classe que Joseph Bovet, Gonzague de Reynold et Ernest Perrier. Il a pour professeur l'historien dominicain Mandonnet. Néanmoins, après son baccalauréat, le jeune Stéphane fait part à ses parents et à son évêque de son désir d'entrer dans la Compagnie de Jésus. Mais l'engagement politique de son père aux côtés de Georges Python et du mouvement conservateur fribourgeois qui conduisit à la fondation de l'université de Fribourg sous la houlette des dominicains, le contraignit à faire le choix de l'ordre des frères prêcheurs.
La situation politique de la France et les lois anti-cléricales française ne lui permirent pas de faire son noviciat en France. En 1900, il fit donc le voyage de Graz en Autriche, accompagné par son père jusqu'à Venise et à la frontière autrichienne. Une lettre de l'époque raconte ce voyage et laisse percevoir le déchirement que représenta pour le jeune Stéphane cet éloignement des siens. Il entra donc dans la province dominicaine d'Autriche où il reçut le nom de Meinrad, fit profession, fut ordonné prêtre, acquis les grades de lecteur puis de maître en sacrée théologie (équivalents, chez les dominicains, des grades académiques universitaires) et enseigna l'histoire de l'exégèse comme « lecteur » au studium de Graz jusqu'en 1919. L'histoire familiale rapporte que sa prédication en Autriche rencontra un certain succès. Mais sa carrière exégétique fut brisée par la crise moderniste. Relevé de son cours d'exégèse pour avoir enseigné que le livre d'Esther n'était pas « historique », il fut finalement envoyé à Fribourg.

### Retour à Fribourg
Ce retour à la mère-patrie était dû pour beaucoup aux intrigues familiales. Sa tante Catherine Zurkinden, alors supérieure de l'Œuvre de Saint-Paul (1904-1920), était une personnalité forte et influente dans l'Église comme dans l'État, par sa fonction et ses liens familiaux. Par sa fonction, elle était indirectement à la tête de la presse conservatrice et catholique fribourgeoise, éditée et imprimée sous l'égide de l'Œuvre qu'elle dirigeait. En raison de ses liens familiaux, elle se croyait investie d'une mission tout à la fois politique et religieuse. En 1914, Louis Morard, député de la Gruyère, était mort en champion du parti conservateur. La sœur Catherine en fit un héros. Elle se crut investie d'une mission. Drapée dans le drapeau de la restauration catholique, ramassé comme un héritage des mains de son beau-frère, elle se fit un devoir d'inciter tous ceux que visait son apostolat - à commencer par sa famille - à voter et penser "juste". Elle consacra ainsi beaucoup de son énergie au succès de la cause de feu son beau-frère, qui était aussi et d'abord celle des fondateurs de l'université de Fribourg, dont le chanoine Schorderet, fondateur de l’œuvre de Saint-Paul... N'est-il pas vrai qu'à Fribourg où tout est petit, tout se tient ? La mort de Louis faisait de Stéphane l'autorité morale de la fratrie. "Tante Catherine" jugeait inopportun de le laisser en Autriche alors que son influence pourrait être si profitable au pays. Ne rapportait-elle pas que la prédication publique du jeune dominicain à Graz mettait les foules à genoux ? Qu'importe alors qu'il ait été suspecté de modernisme par des confères chagrins. Les lettres qu'elle adressait à sa famille de Bulle permettent de reconstituer, parfois au jour le jour, l'industrie de la Supérieure de Saint-Paul, ses liens avec le dominicain Berthier, éminent et tout aussi influent qu'elle, sa volonté de cacher les manœuvres à l'intéressé. Cette influence eut toutefois des limites, car si elle ambitionnait pour son neveu quelque chaire de l'université, elle ne le vit pas de son vivant.  

### Du collège Saint-Michel...
Les démarches de la sœur Catherine n'aboutirent en effet qu'à un demi-succès. Auprès des autorités dominicaines, elles permirent d'obtenir son assignation à Fribourg, au couvent de l'Albertinum, qui abritait alors les dominicains enseignants à l'université. Mais elle ne réussit pas à faire nommer son neveu à l'université. Le P. Morard eut d'abord pendant dix ans à enseigner la philosophie aux deux dernières classes du collège Saint-Michel. Les cours de philosophie étaient suivis par les séminaristes diocésains. Dès 1920, le Père Morard enseigna donc l'apologétique et la philosophie au « cours académique du lycée »". 

### ... à l'université
En 1923, il soutient avec ferveur auprès de l'intelligentia culturelle fribourgeoise la création de la revue "Nova et Vetera" par l'abbé Journet.
De 1931 à 1936, il est le premier professeur de philosophie au Lycée cantonal des jeunes filles.
Du semestre d'hiver 1931/1932 au semestre d'hiver 1950, il est inscrit dans les rôles de l'université de Fribourg, d'abord comme chargé de cours (1931), puis comme professeur ordinaire de 1932 à 1937. Il enseigna la critériologie (philosophie de la connaissance ou traité de la certitude), la théologie naturelle dite "théodicée", et l'histoire de la philosophie grecque, disciplines qui n'y avaient pas été enseignées avant lui en faculté de théologie. 
Durant l'année universitaire 1934-1935, il est doyen de la faculté de théologie.
Il ne cessait par ailleurs de se passionner pour les phénomènes mystiques. En 1932, en compagnie de son confrère le père Lavaud, il rend visite à Thérèse Neumann à laquelle il avait consacré une étude.

### ... et retour au collège
En 1937, fatigué par les querelles d'écoles et les chicanes au sujet de son orthodoxie thomiste, encore disputée dans les années 1960 par Marie-Dominique Philippe qui enseignait à son tour la critériologie à l'université, il obtint un congé qui dura jusqu'à sa retraite en 1950. Ses cours de la faculté de théologie furent repris par Irénée Chevalier, ceux du Lycée cantonal des jeunes filles par Matthieu Gétaz. En fait, délaissant l'enseignement universitaire mais continuant à faire partie du corps enseignant de la faculté de théologie, il préféra les grandes classes du collège où il se sentait plus libre et où il avait déjà enseigné de 1920 à 1931. Son cours faisait l'objet d'une préparation soignée. Dispensé en français, il était écrit et dicté, puis ronéotypé et distribué. Surnommé « le PM » (initiales de Père Morard) par ses élèves, son caractère jovial rencontrait leur sympathie, bien que son cours fût jugé ardu.

### Personnalité intellectuelle
Si la personnalité et le rayonnement de la culture du père Morard ont laissé une empreinte vive dans le paysage culturel fribourgeois par le fait de son long enseignement, la rareté de ses écrits étonne. Son élan intellectuel et son parcours académique avaient été manifestement entravés par les querelles doctrinales du temps. Son caractère fut aussi pour beaucoup dans la position de repli prudent qu'il adopta, somme toute, très rapidement, en évitant de s'exposer par des prises de position écrites qui faisaient alors l'objet de l'attention de tous les censeurs.
Dans celles-ci même, la curiosité et l'ouverture d'esprit sont à chercher dans les nuances plus que dans les positions tranchées qu'il avait appris à éviter. Par exemple, sa notice nécrologique du P. Weyss (+1925), champion de l'anti-modernisme, se distingue, par son ton enflammé et ses réserves discrètes, de la notice publiée en même temps sur le P. Berthier. Bien que se déclarant le fervent admirateur de Weyss, il n'en exprime pas moins sa réserve à l'égard des esprits chagrins qui ne voyaient dans la modernité que le germe du malheur (voir Nécrologie du P. Weyss). 
De même, sa curiosité intellectuelle ne saurait être jugée à la seule mesure de ses écrits. Par exemple, sa chronique de Cosmologie, dans la "Revue thomiste" de 1926, tout en révélant une belle maîtrise des matières scientifiques, s'attaque aux théories d'Einstein qu'il discute pied à pied, à partir de l'allemand, et souvent chiffres à l'appui, pour la confronter à la cosmologie thomiste. Tout en appelant à la vérification par l'expérience des théories d'Einstein, il cherche également à modérer la critique que les auteurs qu'il recense adressent à Einstein. La comparaison avec le cours ronéotypé de Cosmologie, daté de dernières décennies de son enseignement (1940-1950 environ), laisse entrevoir plus de nuances. 
Enfin, son soutien à Charles Journet au moment de la fondation de "Nova et Vetera", sa présence dans sa correspondance avec Jacques Maritain attestent qu'il ne leur était pas alors un inconnu. Mais il ne s'investit pas davantage dans le cercle de leurs amis. 
Son intérêt pour la mystique le conduisit à s'intéresser non seulement aux phénomènes extraordinaires (Thérèse Neumann), mais aussi à Edith Stein qu'il contribua à faire connaître autour de lui. 
L'analyse de son parcours ne saurait donc se satisfaire de catégories qui opposeraient de manière trop tranchée "modernes" et "anti-modernes" dans le paysage intellectuel catholique de la première moitié du XXe siècle.

## Écrits
D'expression orale française par tradition familiale, sa formation intellectuelle germanique le conduisit à publier essentiellement en allemand, peut-être en partie pour être moins exposé aux critiques de certains néo-thomistes francophones. 
N.B. : Certains articles sont signés "Meinrad-Maria Morard" (M. M. Morard)

### Études et articles
- Morard, Meinrad, Pierre Rosegger. Esquisse littéraire et religieuse, Fribourg, Libraire Saint-Paul, 1910, 84 pages.
- Morard, Meinrad-Stéphane, "Le fait de Konnersreuth", Nova et vetera, 4 (octobre-décembre 1929), p. 380-412.
- Morard, Meinrad-Stéphane, "Die Schuld der Hellenen", Divus Thomas (Fribourg-CH), 1936 (14), 379-98 [publié également dans Festgabe. Gallus M. Manser]
- Morard, Meinrad-Stéphane, Die früheste und die neueste Apologie Meister Eckharts", Divus Thomas (Fribourg-CH), 15 (1937), p. 326-338 et 433-456.
- Morard, Meinrad-Stéphane, "Ist, istic, istikeit bei Meister Eckhart", Freiburger Zeitschrift für Philosophie und Theologie, 3 (1956), p. 169-186.
- Morard, Meinrad-Stéphane, "Pour repenser la question de l'analogie", Freiburger Zeitschrift für Philosophie und Theologie, 6 (1959), p. 145-162 (conférence donnée devant la Société philosophique de Fribourg, le 22 janvier 1959.)[14]
- Morard, Meinrad-Stéphane, "De la connaissance", Zeitschrift für Philosophie und Theologie, 3 (1956), p. 385-406.

### Comptes rendus (liste non exhaustive)
- "La liberté humaine et la préscience divine d'après saint Augustin. À propos d'un livre récent.", dans Revue thomiste, 17 (1909), p. 337-341. (note critique sur "K. Kolb, Menschliche Freiheit und gottliches Vorherwissen nach Augustin, Inaugural-Dissertation zur Erlangung der Doktorwûrde der hohen theologischen Fakultat der Albert-Ludwigs-Universitat zu Freiburg im Breisgau, Herder, 1908.)
- "X. Moisant, "Psychologie de le l'incroyant", dans Jahrbuch für Philosophie und spekulative Theologie, 25 (1911), p. 246.
- "Fr. M. Schindler: Lehrbuch der Moraltheologie", Divus Thomas, 1916, p. 126.
- "Chronique de Cosmologie", Revue thomiste, 31 (1925), p. 76-99.
- "L. Robin, La Pensée grecque et les origines de l'esprit scientifique", Divus Thomas (1926), p. 92-95.
- "I. Mausbach, Dasein und Wesen Gottes", Divus Thomas, 1930, p. 96-99.
- "Magistri Eckardi Opera Latina. Auspiciis Instituti Sanctae Sabinae ad codicum fi-dem edita. Lipsiae 1934sqq." dans Divus Thomas, 14 (1936), p. 232-234.
- "O. Gigon, Der Ursprung der grieschichen Philosophie", dans Divus Thomas (Fribourg-CH), 1944, p. 337-342.
- Edith Stein, Kreuzeswissenschaft. Studie über Johannes a Cruce (Edith Steins Werke I), Divus Thomas, 1951, p. 491-500.
- "Edith Stein, Endliches und Ewiges Sein", Divus Thomas, Fribourg, 1952, p. 369-75.
- "Vanhoutte, M., La notion de liberté dans le "Gorgias" de Platon, Freiburger Zeitschrift für Philosophie und Theologie, 37 (1959), p. 317-321.
- "Tugendhat, E.,  'Ti kata tivos' Eine Untersuchung zu Struktur und Ursprung aristotelischer Grundbegriffe", Freiburger Zeitschrift für Philosophie und Theologie, 37 (1959), p. 321-###.
- "Beschprechung : Aspects de la dialectique", Freiburger Zeitschrift für Philosophie und Theologie, 37 (1959), p. 315.
- "Beschprechung : De la connaissance de Dieu", Freiburger Zeitschrift für Philosophie und Theologie, 37 (1959), p. 316.
- "Beschprechung : Histoire de la philosophie et métaphysique", Freiburger Zeitschrift für Philosophie und Theologie, 37 (1959), p. 315#.

### Divers
- Notice nécrologique du R. P. Weiss, O.P., Nouvelles Étrennes fribourgeoises, 1926, p. 245-248., parue également dans les deux quotidiens fribourgeois : "La Liberté", 1925, no 189-190, et les "Freiburger Nachrichten", 1925, no 189.
- Notice nécrologique du R. P. Berthier, O.P., Nouvelles Étrennes fribourgeoises, 1926, p. 241-244, parue également dans les deux quotidiens fribourgeois : "La Liberté", 1925, no 298-300, et les "Freiburger Nachrichten", 1925, no 298.

## Iconographie
Le peintre et portraitiste fribourgeois Ernest Hiram Brulhart (1878-1947) a fait au moins deux portraits du père Morard dont l'un est déposé au Musée gruyérien à Bulle.